# Ceilândia Esporte Clube
Ceilândia Esporte Clube é uma agremiação esportiva brasileira, sediada em Ceilândia, no Distrito Federal. Fundado em 1963 como Dom Bosco Esporte Clube, o clube se profissionaliza em 1977 e foi renomeado e refundado em 25 de agosto de 1979.

## História

### 1963-1979 - Dom Bosco Esporte Clube
O Ceilândia Esporte Clube foi fundado em 1963 como Dom Bosco Esporte Clube. O clube era da Vila do IAPI. O fundador do clube foi o Francisco da Silva, o "Seu Chicão". Em 31 de dezembro de 1967 enfrenta o Botafoguinho da mesma Vila. O jogo foi uma homenagem ao Benê, que estava presente no estádio.
Benê jogou pelo Dom Bosco quando jovem, antes de se transferir para o Defelê Futebol Clube. Vendido ao América Mineiro, foi o primeiro jogador da Vila do IAPI a ganhar certo destaque nacional.
Disputou o Departamento Autônomo de 1968. Pela competição enfrentou o Grêmio Recreativo do Gama em 27 de janeiro de 1968. Estavam em campo pelo Dom Bosco: Cabeludo, Chicão, Babá, Índio, Juracy, Carneiro, Roque, Pantera, Paulinho, Reco e Bolinha.
Seu maior rival era o Juventude. Em 1983, um clube amador adota o nome de Dom Bosco Esporte Clube, passando a ser um clube fênix da equipe, e disputa o Departamento Autônomo de 1983. Durou apenas esse campeonato.

### 1979-Atual - Ceilândia Esporte Clube
Em 1977, surgiram as primeiras tentativas no sentido de profissionalizar o Dom Bosco. Finalmente, em 27 de março de 1978, o Dom Bosco foi registrado. Um ano depois, por sugestão da então administradora de Ceilândia, Maria de Lourdes Abadia, em 25 de agosto de 1979 , o estatuto do time foi alterado, mudando o nome de Dom Bosco Esporte Clube para Ceilândia Esporte Clube, concretizando no estatuto a mudança de nome, mas, manteve as cores alvinegras, inspiradas no Botafogo-RJ (time de coração do Sr. Chicão), inclusive em seu uniforme, a tradicional camisa listrada do Ceilândia é inspirada nas cores do clube carioca.
A primeira partida profissional do Ceilândia foi disputada ainda em 1979, diante do então clube mais importante do Distrito Federal: o Brasília. O Ceilândia perdeu a partida por 2x1, sendo Risadinha o autor do primeiro gol da história do Ceilândia.
A estreia do Ceilândia em um campeonato nacional foi em 1989. Nesse ano, o time conquistou o direito de participar da série B do Campeonato Brasileiro ao vencer o terceiro turno do Campeonato Metropolitano daquele ano, na Série B o Ceilândia conseguiu passar para a segunda fase, mas acabou eliminado pelo Rio Branco, terminando o campeonato na 31ª colocação dentre 96 participantes. Foi o time candango mais bem colocado naquele ano.

### Consagração Regional

#### 2010
Em 2010, o Ceilândia entra para a história do futebol candango e deixa de ser apenas um coadjuvante, ao conquistar de forma respeitável o Campeonato Metropolitano, o Candangão 2010, ao vencer surpreendentemente o Brasiliense por 3x1 no Abadião. No jogo da volta, conseguiu segurar um empate em 2x2, após estar perdendo o jogo por 2x0. O Ceilândia quebrou uma série de seis títulos seguidos do Brasiliense, e com o triunfo, garante acesso ao Campeonato Brasileiro da Série D de 2010 e a Copa do Brasil de 2011.

#### 2012
Em 2012, o Gato Preto surpreendeu ao chegar as duas finais do Candangão. De forma respeitável, o Gato Preto perdeu o primeiro turno, a Taça JK, para o Luziânia por 3 a 2 na casa do adversário. Porém, ganhou o segundo turno, a Taça Mané Garrincha, por 4 a 1 contra o Sobradinho também na casa do adversário. Com o resultado conquistou uma das vagas para a Copa do Brasil 2013, destinadas aos representantes do DF. Disputou a grande final contra o Luziânia, venceu o primeiro jogo por 1x0, e perdeu o segundo pelo mesmo placar, acabou se consagrando campeão dado a sua melhor campanha na primeira fase da competição. Conquistando assim o Bi Campeonato Candango e uma vaga para o Campeonato Brasileiro Série D de 2012.

#### 2022
Após conquista do Vice-Campeonato Brasiliense de Futebol em 2021 e 2022, a equipe conquistou vagas para disputar o Campeonato Brasileiro da Série D, a Copa Verde e a Copa do Brasil de 2022. Em 2022 a equipe fez história chegando pela primeira vez a terceira fase da Copa do Brasil, passando pelo Londrina e Avaí, tendo o Botafogo como adversário da Terceira fase, o primeiro jogo terminou com o placar de 3x0 para o Alvinegro carioca, a partida de volta foi repetido o placar de 3x0 para o Botafogo e com isso o Ceilândia terminou a sua campanha na terceira fase da Copa do Brasil.

## Estrutura

### Estádios
| Nome           | Localização | Anos de Uso                    |
| -------------- | ----------- | ------------------------------ |
| Abadião        | Ceilândia   | 1983–presente                  |
| Mané Garrincha | Brasília    | 2013–presente (Diversos jogos) |

Desde 1983 o clube manda as partidas no Estádio Maria de Lourdes Abadia, mais conhecido como Abadião, que pertence a Administração Regional de Ceilândia. O Estádio foi inaugurado em 17 de julho de 1983.

### Centro de Treinamento
O Centro de Treinamento do Ceilândia, batizado de "Cidade do Gato" ou ''CT do Gato Preto'', é um dos centros de treinamento mais modernos da Região Centro-Oeste do Brasil. Foi construído entre 2011 e 2012 pela gestão de José Beni, ex-presidente do Gato Preto. O CT fica a aproximadamente 9 quilômetros da cidade de Ceilândia.

## Símbolos

### Escudo
Em seu escudo, o Ceilândia leva a Caixa D´Água da Ceilândia, um cartão postal e "ícone da memória da construção da Região Administrativa de Ceilândia". 

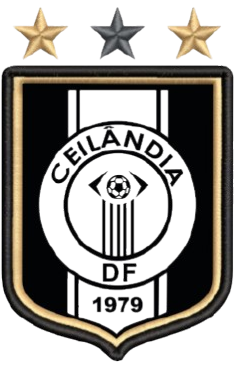
Escudo atual do Ceilândia Esporte Clube.

## Ídolos
O clube tem, como ídolos: o atacante Risadinha, autor do primeiro gol da história do clube;o volante Didão que é um dos jogadores com mais jogos com a camisa do Gato e também um dos maiores da história do clube, o atacante Cassius (Maior artilheiro de todos os tempos com 101 gols vestindo a camisa do Ceilândia) e os conhecidos Dimba (com 35 gols, sendo o segundo maior artilheiro da história do Ceilândia) e Allan Dellon, que passaram por grandes clubes brasileiros. Os três últimos participaram das campanhas vitoriosas que rendeu os títulos de 2010 e 2012 do clube.

## Rivalidade

### Gama x Ceilândia
A primeira vez que Gama e Ceilândia se enfrentaram foi no dia 6 de julho de 1980, no Bezerrão. Ainda comandado por Fantato, o Gama não teve dificuldades para vencer por 3 x 0. O Ceilândia nunca derrotou o Gama por um placar dilatado. O melhor resultado foi um 3 x 0, em 20 de abril de 1986. A maior goleada pelo lado gamense foi no Campeonato Brasiliense de 2020, em pleno Abadião, o Gama goleou por 6x0 pela primeira fase.

## Títulos
| DISTRITAIS | DISTRITAIS             | DISTRITAIS | DISTRITAIS        |
|            | Competição             | Títulos    | Temporadas        |
| ---------- | ---------------------- | ---------- | ----------------- |
|            | Campeonato Brasiliense | 3          | 2010, 2012 e 2024 |
|            | Taça Mané Garrincha    | 1          | 2012              |

### Campanhas de destaque
- Vice-Campeonato Brasiliense 2005, 2016, 2017, 2021 e 2022 [12]

## Estatísticas

### Participações
|  | Participações em 2025 |

| Competição                | Competição             | Participações | Melhor campanha                | Estreia | Última | P | R |
| Distrito Federal (Brasil) | Campeonato Brasiliense | 41            | Campeão (2010, 2012 e 2024)    | 1980    | 2025   |   | – |
| Distrito Federal (Brasil) | 2ª Divisão             | 2             | Campeão (1998)                 | 1997    | 1998   | 1 | – |
| Distrito Federal (Brasil) | Departamento Autônomo  | 1             | 1ª fase (1968)                 | 1968    | 1968   |   |   |
|                           | Copa Verde             | 5             | Oitavas de final (2017 e 2024) | 2017    | 2025   |   |   |
| Brasil                    | Série B                | 1             | 31º colocado (1989)            | 1989    | 1989   | – | – |
| Brasil                    | Série C                | 4             | 7º colocado (2005)             | 2004    | 2007   | – | – |
| Brasil                    | Série D                | 8             | 11º colocado (2023)            | 2010    | 2025   | – |   |
| Brasil                    | Copa do Brasil         | 8             | 3ª fase (2022)                 | 2006    | 2025   |   |   |

## Histórico em competições nacionais

### Campeonato Brasileiro Série B
| Ano  | Posição |
| 1989 | 31º     |

### Campeonato Brasileiro Série C
| Ano  | Posição |
| 2004 | 25º     |
| 2005 | 7º      |
| 2006 | 42º     |
| 2007 | 40º     |

### Campeonato Brasileiro Série D
| Ano  | Posição |
| 2010 | 26º     |
| 2012 | 15º     |
| 2016 | 10º     |
| 2017 | 15º     |
| 2018 | 51º     |
| 2022 | 35º     |
| 2023 | 11°     |

### Copa do Brasil
| Ano  | Posição |
| 2006 | 28º     |
| 2011 | 63º     |
| 2013 | 57º     |
| 2017 | 52º     |
| 2018 | 65º     |
| 2022 | 21º     |
| 2023 | 70º     |
| 2025 | 47º     |

## Ranking da CBF
- Posição: 91°
- Pontuação: 821 pontos

Ranking criado pela Confederação Brasileira de Futebol para pontuar todos os clubes do Brasil.